# 793 Аризона
793 Аризона (енгл. 793 Arizona) је астероид главног астероидног појаса са пречником од приближно 28,95 .
Афел астероида је на удаљености од 3,138 астрономских јединица (АЈ) од Сунца, а перихел на 2,454 АЈ.
Ексцентрицитет орбите износи 0,122, инклинација (нагиб) орбите у односу на раван еклиптике 15,801 степени, а орбитални период износи 1708,261 дана (4,676 године).
Апсолутна магнитуда астероида је 10,26 а геометријски албедо 0,165.
Астероид је откривен 9. априла 1907. године.